# The Last of the Famous International Playboys
The Last of the Famous International Playboys è un brano del cantante inglese Morrissey.
Pubblicato anche come singolo, il 31 gennaio del 1989 dalla HMV Records in Inghilterra e dalla EMI in Italia, il disco raggiunse la posizione numero 6 della Official Singles Chart.

## Realizzazione
Il brano non è contenuto in nessun album in studio (raccolte a parte) del cantante e venne registrato con la collaborazione di tre ex componenti degli Smiths: Andy Rourke, Mike Joyce e Craig Gannon che all'epoca supportava la band dal vivo.
La copertina ritrae una foto di Morrissey, all'età di 7 anni, su un albero a Chorlton-on-Medlock, Manchester. Sul vinile del 7" è incisa la frase: ESCAPE FROM VALIUM / RETURN TO VALIUM. Il videoclip promozionale, diretto da Tim Broad, mostra Morrissey con la band, ed immagini del giovane attore Jason Rush.

## Testo
Il testo è una mitizzazione di una coppia di famigerati gangster londinesi, i gemelli Ronnie e Reggie Kray che, negli anni Sessanta, furono protagonisti di violenti crimini nella zona dell'East End di Londra, pur mantenendo il rispetto pubblico attraverso affari legali ed eventi caritatevoli. Nel maggio del 1968 furono incarcerati per implicazioni nell'assassino di un altro criminale, Jack "Cappello" McVitie. Nel 1995 furono di nuovo portati alla ribalta, sempre da Morrissey, il quale inviò una corona di fiori al funerale di Ronnie Kray.
In un'intervista per il Record Mirror, pubblicata nel febbraio 1989, il cantante racconta così questa fascinazione:
MOZ: Il livello di notorietà che li circondava, il livello di fama che hanno guadagnato nell'essere irraggiungibilmente noti. Quando raggiungi questo stadio, sei da ammirare.

RM: E non importa quello che hanno fatto?

MOZ: Beh, no. È il peggio del meglio. C'è un certo senso di glamour ad essere un personaggio noto ai media, come io ovviamente so per esperienza! Alcune persone hanno un tale immenso bisogno fisico e clinico di fama e d'attenzione che potrebbero fare quasi di tutto. Naturalmente, se la legge avesse avuto più attenzione per assassini o ladri, queste persone sarebbero meno inclini a venire allo scoperto. Sfortunatamente, se compì un atto criminale, oplà...sei nel TG delle 10.

RM: Lo trovi avvincente?

MOZ: No, io no, ma i media sembra di sì. Sembra che gli piaccia abbastanza e sembrano godere di più se si tratta di donne, soprattutto di giovani donne.»

## Ristampa del 2013
Il singolo è stato ristampato, l'8 aprile del 2013, in versione rimasterizzata e con delle nuove b-side, tutte registrate dal vivo su BBC Radio 2, il 15 giugno del 2011: Action Is My Middle Name (nella versione CDs), People Are the Same Everywhere (nella versione 7") e The Kid's a Looker (nella versione download digitale).
Inizialmente, per la copertina, doveva essere utilizzata una fotografia inedita di David Bowie e Morrissey, scattata da Linder Sterling a New York nel 1992. Sebbene Bowie non avesse diritti legati all'utilizzo della foto, la EMI ritenne comunque di non dover pubblicare il disco con questa illustrazione. Successivamente venne quindi utilizzata una foto di Morrissey assieme a Rick Astley, realizzata nel dietro le quinte della trasmissione Top Of The Pops, nel 1989.

## Tracce
- UK 7"

1. The Last of the Famous International Playboys - 3:38
2. Lucky Lisp - 2:52

- UK 12" / CDs

1. The Last of the Famous International Playboys - 3:38
2. Lucky Lisp - 2:52
3. Michael's Bones - 3:10

### Ristampa del 2013
- UK CDs

1. The Last of the Famous International Playboys - 3:38
2. Action Is My Middle Name (BBC live version) - 2:43

- UK 7"

1. The Last of the Famous International Playboys - 3:38
2. People Are the Same Everywhere (BBC live version) - 3:15

- UK Download digitale

1. The Last of the Famous International Playboys - 3:38
2. The Kid's a Looker (BBC live version) - 3:05

## Formazione
- Morrissey – voce
- Andy Rourke - basso
- Craig Gannon - chitarra
- Neil Taylor - chitarra
- Mike Joyce - batteria
- Stephen Street - tastiere